# Così vinsi la guerra
Così vinsi la guerra (Up in Arms) è un film del 1944 diretto da Elliott Nugent.

## Trama
Danny Weems è un ipocondriaco cronico che lavora come ascensorista in una clinica di Manhattan. Ossessionato dalle malattie immaginarie, passa il tempo consultando continuamente i medici dell'edificio, esasperandoli con le sue continue lamentele. Non si limita ai dottori: anche i pazienti in sala d’attesa vengono contagiati dalla sua ansia, convincendosi di avere disturbi inesistenti. Tra le infermiere della clinica, Virginia Merrill ha sviluppato una simpatia per lui, trovando affascinante il suo carattere eccentrico. Danny, però, è innamorato di un’altra infermiera, Mary Morgan, che lo considera solo un amico. Una sera, Virginia, Mary, Danny e il suo coinquilino Joe Nelson escono insieme. Mentre Virginia cerca di attirare l’attenzione di Danny, quest’ultimo si rende conto che Mary e Joe si piacciono. Poco dopo, Danny e Joe vengono arruolati nell’esercito, gettando Danny nel panico: la vita militare gli sembra un incubo fatto di pericoli e malattie. Tenta invano di evitare la leva e, una volta nel campo d’addestramento, diventa il bersaglio degli scherzi di due commilitoni, Blackie e Butterball. A peggiorare la situazione, lui e Joe ritrovano Virginia e Mary, ora infermiere dell’esercito ma il divieto di fraternizzazione complica ogni tentativo di interazione.
Quando l’unità viene trasferita in un avamposto del Pacifico, Mary finisce accidentalmente su una nave militare e, per non essere scoperta, si traveste da ufficiale. Danny e Joe tentano di aiutarla ma si ritrovano in situazioni sempre più assurde, fino a intrufolarsi nella cabina del colonnello Ashley. Intanto, Danny deve fare i conti con i suoi sentimenti non corrisposti per Mary e con l’inaspettato affetto di Virginia, che non smette di cercare di fargli capire quanto tenga a lui. Mentre Danny si ritrova nei guai con la disciplina militare, la guerra lo pone di fronte a una sfida inaspettata, che lo porterà a scoprire in sé un coraggio che non immaginava di avere.

## Produzione
Il titolo di lavorazione del film fu "With Flying Colors". Tutte le attrici che interpretano le infermiere in Up in Arms sono accreditate collettivamente nei titoli di testa come "The Goldwyn Girls". Il personaggio interpretato da Danny Kaye è ispirato al protagonista di "The Nervous Wreck", opera teatrale di Owen Davis andata in scena a New York nel 1923. La pièce, che ha ben poche somiglianze con il film, era a sua volta basata sul racconto a puntate "The Wreck" di Edith J. Rath e Sam H. Harris, pubblicato su una rivista nel 1921 e successivamente trasformato nel romanzo "The Nervous Wreck" nel 1923. Nel 1928, Florenz Ziegfeld ne realizzò una versione musicale intitolata "Whoopee!", con Eddie Cantor nel ruolo principale, dalla quale fu tratto un adattamento cinematografico nel 1930. "Up in Arms" segnò il debutto sul grande schermo della star di Broadway Danny Kaye (1911-1987) e fu accolto con recensioni entusiastiche. Kaye, che aveva iniziato la sua carriera a Broadway nel 1939, aveva già rifiutato un contratto con la Metro-Goldwyn-Mayer prima di essere scelto per questo film. Dopo il successo ottenuto con "Up in Arms", divenne una star internazionale e girò altri quattro film consecutivi con Sam Goldwyn prima di proseguire la sua carriera con Warner Bros., 20th Century Fox e Paramount Pictures. Harold Arlen e Ted Koehler composero tre brani per il film: "All Out for Freedom", "Now I Know" e "Tess’s Torch Song".